# Coppa del mondo di marcia 1993
La Coppa del mondo di marcia 1993 (1993 IAAF World Race Walking Cup) si è svolta a Monterrey, in Messico, nei giorni 24 e 25 aprile. Per la prima volta i punteggi a squadre sono stati calcolati non più soltanto come somma delle due gare ma scissi in altrettante premiazioni per i 20 km e 50 km.

## Medagliati

### Uomini
| Specialità            | Oro               | Prestazione | Argento            | Prestazione | Bronzo         | Prestazione |
| 20 km                 | Daniel García     | 1h24'26"    | Valentí Massana    | 1h24'32"    | Alberto Cruz   | 1h24'37"    |
| 50 km                 | Carlos Mercenario | 3h50'28"    | Jesús Ángel García | 3h52'44"    | Germán Sánchez | 3h54'15"    |
| Gara a squadre Totale | Messico           | 540 pt.     | Spagna             | 491 pt.     | Italia         | 487 pt.     |
| Gara a squadre 20 km  | Messico           | 265 pt.     | Italia             | 244 pt.     | Spagna         | 240 pt.     |
| Gara a squadre 50 km  | Messico           | 275 pt.     | Spagna             | 251 pt.     | Francia        | 245 pt.     |

### Donne
| Specialità     | Oro      | Prestazione | Argento      | Prestazione | Bronzo          | Prestazione |
| 10 km          | Wang Yan | 45'10"      | Sari Essayah | 45'18"      | Elena Nikolaeva | 45'22"      |
| Gara a squadre | Italia   | 196 pt.     | Cina         | 193 pt.     | Russia          | 193 pt.     |